# Хрящевка (Луганская область)
Хрящевка (укр. Хрящівка) — село в Краснодонском районе Луганской области Украины. Де факто — с 2014 года населённый пункт контролируется самопровозглашённой Луганской Народной Республикой.
Входит в Пархоменковский сельский совет.

## География
Село расположено на правом берегу реки Северского Донца. К северу от населённого пункта, по руслу Северского Донца проходит линия разграничения сил в Донбассе (см. Второе минское соглашение). Соседние населённые пункты: посёлок Новосветловка, сёла Валиевка, Вишнёвый Дол, Лобачёво на юго-западе, Бурчак-Михайловка, а также Николаевка и Пионерское (оба выше по течению Северского Донца) на западе, Новокиевка, Пархоменко (оба ниже по течению Северского Донца) и Хорошилово на востоке, Огульчанск и Водоток на юго-востоке, Лысое на юго-западе.

## Население
Население по переписи 2001 года составляло 27 человек.

## Общие сведения
Почтовый индекс — 94454. Телефонный код — 6435. Занимает площадь 3,375 км². Код КОАТУУ — 4421486608.

## Местный совет
94450, Луганская обл., Краснодонский р-н, с. Пархоменко, ул. Ленина, 12а; тел. 99-2-34